# Guds Lamms Kyrka
Guds Lamms Kyrka (Church of the Lamb of God) är en extrem mormonsekt, känd för att utföra mord på religiösa motståndare. 
Kyrkan grundades av Ervil LeBaron, en avhoppare från De Förstföddas Kyrka i Ändens Tid, vars dotter Jacqueline Tarsa LeBaron återfinns på FBI:s lista över mest jagade brottslingar.

## Historia
Guds Lamms Kyrka har sina rötter bland de medlemmar som lämnade Jesu Kristi Kyrka av Sista Dagars Heliga sedan denna 1890 officiellt övergav bruket av månggifte. En av dessa, Alma Dayer LeBaron flyttade 1924 med sina båda fruar och åtta barn till norra Mexiko och startade Colonia LeBaron.
När Alma dog 1951, efterträddes han av sonen Joel LeBaron som i Salt Lake City officiellt registrerade gemenskapen som ett trossamfund under namnet De Förstföddas Kyrka i Ändens Tid. Hans yngre bror, Ervil LeBaron, var kyrkans näst högste ledare under dess tidigaste år men 1972 uppstod en konflikt mellan de båda bröderna rörande ledarskapet över kyrkan.
Ervil startade en ny kyrka i San Diego, Kalifornien som han gav namnet Guds Lamms Kyrka. Samma år beordrade han mordet på brodern Joel. Joel efterträddes, som ledare för De Förstföddas Kyrka i Ändens Tid, av sin yngste bror Verlan, som Ervil vid upprepade tillfällen förgäves försökte ta av daga. 
Ervil åtalades 1974 i Mexico för mordet på Joel, men friades på grund av en teknikalitet. 
Sedan genomförde Ervil och hans anhängare ett anfall på staden Los Molinos i ett försök att mörda Verlan. Denne var inte hemma men staden ödelades och två män dödades under attacken.
I april 1975 beordrade Ervil LeBaron mordet på Bob Simons, ledare för ett annat polygamistiskt samfund inom Sista Dagars Heliga-rörelsen, som verkade bland amerikanska indianer.
LeBarons tionde fru, Vonda White, utförde flera mord på sin makes befallning. Hon dömdes till livstids fängelse för mordet på Dean Grover Vest, som övervägde att hoppa av sekten. Man har även kunna knyta LeBaron till mordet på hans egen dotter Rebecca, som öppet vågat kritisera sekten.
1977 utförde hans 13:e hustru, Rena Chynoweth och en annan kvinna, Ramona Marston, mordet på Rulon C Allred, ledare för the Apostolic United Brethren. Även detta skedde enligt order av Ervil LeBaron. 
LeBaron greps 1979 och dömdes till fängelse och dog i fängelset 1981. Morden fortsatte dock även efter det.